# Banda Djavú
A Banda Djavú é um grupo musical de Tecnobrega formado no final de 2008 no estado da Bahia.

## História
A Banda Djavú é um grupo musical brasileiro que teve sua origem na cidade de Capim Grosso, Bahia, em 2008. A Banda foi fundada pelos integrantes Nádila Freire, Geandson Rios e DJ Juninho Portugal.
O nome da banda foi inspirado no termo francês "déjà vu", que se traduz como "já visto".
Em 2008, a Banda Djavú lançou seu primeiro álbum intitulado "O Furacão é Show" e logo em seguida lançou seu primeiro DVD, que alcançou distribuição nacional.
A Banda Djavú rapidamente ganhou destaque em âmbito nacional com o sucesso de suas canções, incluindo "Não Desligue o Telefone" e "Me Libera (O Que Pensa Que Eu Sou)". Essas músicas repercutiram em rádios e programas de televisão, solidificando a posição da banda no cenário musical.
A notoriedade do grupo expandiu ainda mais após a música "Nave do Amor" ser selecionada para a trilha sonora da novela Bela, a Feia, exibida pela RecordTV, tornando-se assim um expoente do Tecnobrega no sul e sudeste do país.[carece de fontes?]
Nos shows da banda, que são coreografados por oito dançarinas, há mistura de guitarra, baixo, sanfona, e batida eletrônica, introduzida pelo DJ Juninho Portugal.
Adotaram o ritmo Tecnobrega. (Um gênero musical surgido no Pará que mistura elementos de música internacionalmente comercial, como música eletrônica e música pop, com gêneros regionais paraenses, como Calypso e forró eletrônico). Apesar de ter disseminado o ritmo pelo resto do país, a banda foi acusada de não fazer parte do movimento, utilizando-se do gênero para lucrar sem ter a representatividade da cultura paraense.
Devido ao surgimento de várias "bandas piratas" com nome similar e pequenas variações na grafia, o grupo mudou seu nome para Banda Djavú e DJ Juninho Portugal para não confundirem as bandas.
Na virada de 2015 para 2016, apresentaram-se como uma das principais atrações da festa de réveillon oficial da cidade de São Paulo, realizada na Avenida Paulista.

## Separação
Por volta de novembro de 2010, houve uma grande alteração na formação da banda com a saída da vocalista Nádila Freire e do DJ Juninho Portugal. Essa mudança ocorreu pouco antes do lançamento de um DVD que havia sido gravado recentemente em Caraguatatuba, São Paulo, e que estava programado para ser lançado em dezembro do mesmo ano.
Nunca se soube o real motivo da separação, mas numa entrevista foi revelado que  "As ideias não batiam, e que havia alguns conflitos internos." Porém, permaneceram fazendo shows e gravando CDs e DVDs com novos integrantes.
Em 2018, DJ Juninho Portugal deixou a Banda Djavú para seguir com seu próprio projeto, mantendo o estilo musical característico da Banda Djavú. Com uma nova formação, ele continua a se apresentar e a produzir música, mantendo viva a influência da Banda Djavú em seu trabalho.

## O retorno
No ano de 2012, DJ Juninho Portugal retorna para a banda com Geandson Rios, Priscila Dantas e Lindy Rios. Na mesma época, Nádila Freire deu início à sua carreira solo.

## Atualmente
Atualmente, todos os ex-integrantes da Banda Djavú continuam atuando na área musical em projetos individuais.
Geandson Rios continua com sua banda junto da cantora Keytte Moreno, enquanto DJ Juninho Portugal com seu projeto "DJ Juninho Portugal", ao lado da cantora Alyne Garetto e Nadila Freire ao lado de Nayara Yumi, Ghabriel Djavú e DJ Marshmallow.

## Discografia

### Álbuns de estúdio
| Álbum                     | Detalhes                                                                      |
| ------------------------- | ----------------------------------------------------------------------------- |
| O Furacão é Show          | - Lançamento: 2009 - Formatos: CD, download digital - Gravadora: Independente |
| Volume 2                  | - Lançamento: 2010 - Formatos: CD, download digital - Gravadora: Independente |
| 5 Anos de Sucesso         | - Lançamento: 2013 - Formatos: CD, download digital - Gravadora: Independente |
| Banda Djavú Studio        | - Lançamento: 2014 - Formatos: CD, download digital - Gravadora: Independente |
| Banda Djavú 10 Anos       | - Lançamento: 2019 - Formatos: CD, download digital - Gravadora: Independente |
| Tributo à Reginaldo Rossi | - Lançamento: 2020 - Formatos: download digital - Gravadora: Independente     |
| Na Pegada do Piseiro      | - Lançamento: 2020 - Formatos: download digital - Gravadora: Independente     |
| No Piseiro 2K21           | - Lançamento: 2021 - Formatos: download digital - Gravadora: Independente     |
| 16 Anos de Sucesso!       | - Lançamento: 2023 - Formatos: download digital - Gravadora: Independente     |

### Álbuns ao vivo
| Álbum                        | Detalhes                                                                      |
| ---------------------------- | ----------------------------------------------------------------------------- |
| O Furacão é Show (Ao Vivo)   | - Lançamento: 2009 - Formatos: CD, download digital - Gravadora: Independente |
| Ao Vivo em Natal             | - Lançamento: 2009 - Formatos: CD, download digital - Gravadora: Independente |
| Ao Vivo em Itambé            | - Lançamento: 2009 - Formatos: CD, download digital - Gravadora: Independente |
| 6 Anos de Sucesso            | - Lançamento: 2014 - Formatos: CD, download digital - Gravadora: Independente |
| O Fenômeno Voltou            | - Lançamento: 2015 - Formatos: CD, download digital - Gravadora: Independente |
| O Fenômeno Voltou (Eletrico) | - Lançamento: 2016 - Formatos: CD, download digital - Gravadora: Independente |
| Paredão 2016 (Ao Vivo)       | - Lançamento: 2016 - Formatos: CD, download digital - Gravadora: Independente |
| Furacão (Ao Vivo)            | - Lançamento: 2019 - Formatos: download digital - Gravadora: Independente     |
| Live 2020                    | - Lançamento: 2020 - Formatos: download digital - Gravadora: Independente     |

### EPs
| EP                                     | Detalhes                                                                  |
| -------------------------------------- | ------------------------------------------------------------------------- |
| Banda Djavú & Dj Juninho Portugal - EP | - Lançamento: 2016 - Formatos: download digital - Gravadora: Independente |

### Singles
| Single               | Detalhes                                                                  |
| -------------------- | ------------------------------------------------------------------------- |
| Vai Chorar           | - Lançamento: 2017 - Formatos: download digital - Gravadora: Independente |
| Pode Escrever        | - Lançamento: 2019 - Formatos: download digital - Gravadora: Independente |
| Dong Dong            | - Lançamento: 2019 - Formatos: download digital - Gravadora: Independente |
| Bunda Sex            | - Lançamento: 2019 - Formatos: download digital - Gravadora: Independente |
| Movimento Sem Noção  | - Lançamento: 2019 - Formatos: download digital - Gravadora: Independente |
| Encosta Nela e Sarra | - Lançamento: 2019 - Formatos: download digital - Gravadora: Independente |
| Pizeiro da Djavú     | - Lançamento: 2019 - Formatos: download digital - Gravadora: Independente |
| Que Se Exploda       | - Lançamento: 2020 - Formatos: download digital - Gravadora: Independente |
| Juliette             | - Lançamento: 2021 - Formatos: download digital - Gravadora: Independente |
| Konfusão Com K       | - Lançamento: 2021 - Formatos: download digital - Gravadora: Independente |
| Não Vai Me Esquecer  | - Lançamento: 2023 - Formatos: download digital - Gravadora: Independente |
| Assina Aí            | - Lançamento: 2023 - Formatos: download digital - Gravadora: Independente |
| Daqui pra Frente     | - Lançamento: 2023 - Formatos: download digital - Gravadora: Independente |

## Formação

### Integrantes
- Geandson Rios (vocal)
- Keytte moreno (vocal)

### Ex-integrantes
- Nádila Freire(vocal)
- Antoniely Vasconcelos (vocal)
- Priscila Russo (vocal)
- Rodrigo França (vocal)
- Lindy Rios (vocal)
- Priscila Dantas (vocal)
- Reny Santos (vocal)
- Liu Menezes (vocal)
- Thayla Costa (vocal)
- Thalia Rebouças (vocal)
- DJ Juninho Portugal (DJ)
- DJ Portugal (DJ)